# Robert Alan Foster
Robert "Bob" Alan Foster  (1938 - 2002) fue un botánico, horticultor, y empresario viverista estadounidense. Realizó extensas expediciones botánicas a México, y a regiones norteñas de EE. UU., especialmente en cactáceas.
Foster y Charles Glass fueron coeditores de la Revista de la Sociedad Cactus & Succulent de EE. UU., y coautores del libro Cacti and Succulents for the Amateur, en 1974.

## Honores
Miembro de
- Cactus and Succulent Society of America - CSSA; y galardonado en 1987[2]

### Eponimia
Moluscos
- Murex fosteri, del Mar Rojo
- Murex fosterorum, de Sudáfrica
- Bursa fosteri, de Filipinas

- La abreviatura «R.A.Foster» se emplea para indicar a Robert Alan Foster como autoridad en la descripción y clasificación científica de los vegetales.[3]